# Гнида Іван
Гни́да Іван (нар. 11 березня 1886, Чортківський повіт, Королівство Галичини та Володимирії, Австро-Угорщина — 7 січня 1935, Монреаль, Канада) — український громадський та політичний діяч, видавець. Засновник друкарні «Новий світ» у Монреалі.

## Біографія
Народився у Чортківському повіті 11 березня 1886 року. Перед початком Першої світової війни емігрував до Канади. Працював у друкарні «Робочий народ» у Вінніпезі. У 1913 році засновує в Монреалі власну друкарню «Новий світ», де видає 23 брошури з пропагандою соціалістичного нахилу. Видає декілька календарів-альманахів. З 1920 року видає часопис «Новий світ». За партійною належність відносився до Української соціал-демократичної партії, де перебував 1914 по 1918 роки.
Помер у Монреалі 7 січня 1935 року.

## Збірки
- Зібрав Іван Гнида. Червоний Кобзар. Збірка пісень і поезій робітничих, Бібліотека «Новий Сьвіт» ч. 4, Монтреал. 1914